# Twitch Plays Pokémon
Twitch Plays Pokémon – „eksperyment społeczny” oraz kanał na Twitchu, stronie transmitującej rozgrywki w grach komputerowych na żywo, polegający na graniu w gry z serii Pokémon poprzez wpisywanie komend w oknie czatu. Mechanizm rozgrywki został stworzony przez anonimowego australijskiego programistę, a następnie ujrzał światło dzienne 12 lutego 2014 roku. Pierwszą grą, w jaką internauci mogli zagrać na tym kanale, była Pokémon Red wydana na Gameboya. Niespodziewanie, Twitch Plays Pokémon zyskało ogromną popularność, osiągając średnio ponad 80 tysięcy widzów jednocześnie. Gra została ukończona 1 marca 2014 roku, po nieprzerwanej 16-dniowej rozgrywce. Twitch oszacował, iż ponad 1,16 miliona osób wzięło udział w grze, najwyższa liczba widzów naraz sięgnęła około 121 tysięcy osób, z 36 milionami wszystkich wyświetleń. Eksperyment spotkał się z zainteresowaniem przedstawicieli mediów poświęconych grom komputerowym, oraz pracowników Twitcha. Na jego podstawie powstały nowe memy internetowe. Po ukończeniu Pokémon Red programista postanowił kontynuować kanał, rozpoczynając nową rozgrywkę w sequelu ukończonej wcześniej gry, a mianowicie Pokémon Crystal.